# Rochefortia spinosa
Rochefortia spinosa är en strävbladig växtart som först beskrevs av Nikolaus Joseph von Jacquin, och fick sitt nu gällande namn av Urban. Rochefortia spinosa ingår i släktet Rochefortia och familjen strävbladiga växter. Inga underarter finns listade i Catalogue of Life.